# Clubiona yasudai
Clubiona yasudai là một loài nhện trong họ Clubionidae.
Loài này thuộc chi Clubiona. Clubiona yasudai được Hirotsugu Ono miêu tả năm 1991.